# Aeroportul Aguni
Aeroportul Aguni (IATA: AGJ, ICAO: RORA) este un aeroport din Prefectura Okinawa, Japonia ce deservește zona Aguni⁠(d). Aeroportul a fost tranzitat în 2023 de 1.317 pasageri. A fost deschis în 1978 și numit după zona deservită.
Situat la o altitudine de 12 m, aeroportul dispune de o singură pistă. Este operat de Prefectura Okinawa.